# Мингечевир
Мингечевир е град в Азербайджан. Населението му е 99 775 жители (2008 г.) Площта му е 47 кв. км. Има статут на град от 1948 г. Религиозният му състав е мюсюлмански. Телефонният му код е +994 024 27, а МПС кода 45. Градът разполага с футболен отбор, който участва в най-горния шампионат на първенството на страната. Намира се в UTC+4 часова зона, а през лятото е в UTC+5.

## Побратимени градове
- Толиати, Русия
- Гельбаши, Анкара, Турция
- Полоцк, Беларус